# Tecolots
Tecolots är en ort i Mexiko.   Den ligger i kommunen Mexicali och delstaten Baja California, i den nordvästra delen av landet, 2 200 km nordväst om huvudstaden Mexico City. Tecolots ligger 22 meter över havet och antalet invånare är 5 259.
Terrängen runt Tecolots är mycket platt. Runt Tecolots är det ganska tätbefolkat, med 58 invånare per kvadratkilometer. Närmaste större samhälle är Hermosillo, 8,4 km sydost om Tecolots. Trakten runt Tecolots består till största delen av jordbruksmark.